# Замок Рокстоун
Замок Рокстоун (англ. Rockstown Castle, інша назва — Замок Вільямстаун (англ. Williamstown Castle)) — стародавній замок Ірландії, розташований в графстві Лімерик, біля селища Баллініті, на відстані 11,3 км від міста Лімерик, знаходиться на півночі від Хреста Шехан, на півночі від озера Лох-Гур.

## Опис
Замок баштового типу, це башта на 5 поверхів, збудований в норманському стилі. Нині лежить в руїнах. Замок розташований на вершині скелі — звідси і назва замку — «Камінь скелі». Збереглися бійниці з квадратним та круглим верхим. На верхніх поверхах є вікна. Перший поверх відсутній, але стеля склепінчаста. Кутові бійниці і вікна мають глибокі вирізи. Спіральна сходин освітлені вузькими щілинами, піднімається в кут башти на рівень даху. Замок подібний до аналогічних замків з графства Галвей. Є великі кімнати, що займають основну частину будівлі, і невеликими прямокутні кімнати, що ведуть від сходів. На другому поверсі є камін у куті. Підлога вище відсутня, але вище є ще одне перекриття. На дверях, що ведуть з сходів, є хороші кам'яні петлі. Три вікна на верхньому поверсі мають глибокі вирізи з круглим верхом. Є також і вузькі вікна. Дах зруйнований, але на місці даху є кілька колод. Невелика вежа піднімається над рівнем даху в одному кутку. Замок стоїть біля одного краю скелі, що розділена прямо біля дверей глибоким кам'яним проваллям. Поруч із замок Рокстоун є зруйнована старовинна церква з гарними двома великими вікнами, подібними по структурі до великих вікон у замку.

## Легенди
Ходили легенди, що біля замку Рокстоун заховані величезні скарби. Казали, що горщик із золотом закопали біля замку католицькі священики, коли їх переслідували солдати-протестанти. Селяни, які жили біля замку Рокстоун були заможними і ходили вперті чутки, що вони знайшли скарб замку Рокстоун. Розповідають, що одна людина побачила у сні місце де захований скарб. Копала там, але марно. Ще розповідають, що колись вночі кілька чоловік: Джон Кін, Скулс, Федамор і ще троє пішли копати скарб. Раптом побачили поруч світло і почули дзвін, що нагадував дзвін золотих монет. Вони пішли туди, але світло і дзвін пішли ще далі. Тоді вони зрозуміли, що це їх так заманює сам диявол. Ще розповідають, що один чоловік на ім'я Патсі Кейн родом з Ідемара розповідав, що знає де захований скарб замку Рокстоун. Нині той чоловік помер, але розповідають, що він переповів перед смерю свою таємницю Стівену Раяну, місцевому жителю, якому нині більше 70 років. Ще кажуть, що той скарб охороняють привиди.
Біля замку є кілька мегалітичних споруд доби неоліту — менгіри. У ХІХ столітті місцеві селяни випадково розкопали якийсь давній могильник, де знайшли кістяк людини великого росту, майже гіганта, висотою більше 7 футів. Місцеві жителі досі впевнені, що то була могила Святого Патріка.